# 中世ヨーロッパの狩猟

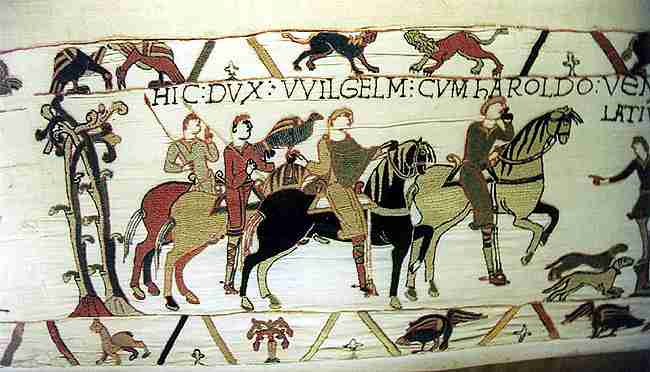
ウィリアム1世 (イングランド王)とハロルド2世 (イングランド王) バイユーのタペストリー

中世ヨーロッパの狩猟では西ヨーロッパの中世の人々による狩猟を扱う。
中世では狩猟は重要な食料源であったが、主要な栄養源となることはまれだった。すべての階級で行われていた狩猟は、中世盛期以降、貴族階級の余暇を象徴するものとなっていった。そして、それは休暇以上に社交や戦争の訓練、特権や高貴さを競う場としての役割を担うようになった。

## 歴史
精錬され公的なものとなった余暇としての狩猟は、すでにアッシリア王が王の自然に対する権利を示すために戦車でライオンを狩っていた時から存在していた。ローマ法において、所有権は狩猟権も含んでいた。そしてその概念は、王国全土を所有物と考え、巨大な王領を狩猟地として支配したフランク王国のメロヴィング朝とカロリング朝に継承された。メロヴィング朝の貴族の聖ヒューバートはその著書でいかに狩猟が強迫観念となりうるかを語った。カール大帝は狩猟を愛し、72歳で死ぬまで狩猟を続けた。
カロリング朝の崩壊後、地方の領主は狩猟地の管理と一極化、そして森林での主導権の獲得に奮闘した。こうした運動はノルマン・コンクエスト後のイングランドと、12世紀後のガスコーニュで最も成功を収めた。多くの疎林は王侯貴族の領地となり、そこでは、狩猟の対象となる生き物の頭数が狩猟官(森番)によって監視されていた。ここでは地域の農民の狩猟は禁止されており、密漁は厳しく罰せられた。このような「囲い込まれ」た狩猟地の不公平さは、世俗の文学の主張の主な動機となった。庶民は、鳥をとるための罠による狩猟や、狩猟地の外でのより小規模な狩猟で我慢しなければならなかった。
16世紀には、これらの土地は、森林法に従うか、どの程度囲い込まれているかなどで以下の三つに分類されるようになった。
| 名称       | 英語衣  | 囲い込み             | 森林法の適用 |
| ---------- | ------- | -------------------- | ------------ |
| フォレスト | Forests | 囲い込まれていない   |              |
| チェイス   | Chases  | おもに貴族が所有する |              |
| パーク     | Parks   | 囲い込まれている     | 適用されない |